# Upplands runinskrifter 911
Upplands runinskrifter 911 är en vikingatida runsten av rödgrå granit i Åltomta bro, Vänge socken och Uppsala kommun. Den står inte på sin ursprungliga plats. Stenen är sprucken i tre delar som samlades ihop och lagades 1931 då den resten på sin nuvarande plats.
Runstenen står ett fyrtiotal meter söder om Riksväg 72. Stenen är 1,6 meter hög, 0,9 meter bred (vid basen) och 0,2 meter tjock. Inskriften vetter mot sydsydväst. Runhöjden är 7-8 centimeter.

## Inskriften
Translitterering av runraden:
ukuþi × auk · hulfriþ · litu · risa stin ' þina · at iu(k)aiʀ · bruþu- si...
Normalisering till runsvenska:
''ukuþi ok Holmfriðr letu ræisa stæin þenna at Iogæiʀ, broðu[r] si[nn].
Översättning till nusvenska:
ukuþi och Holmfrid lät resa denna sten efter Joger, sin broder.

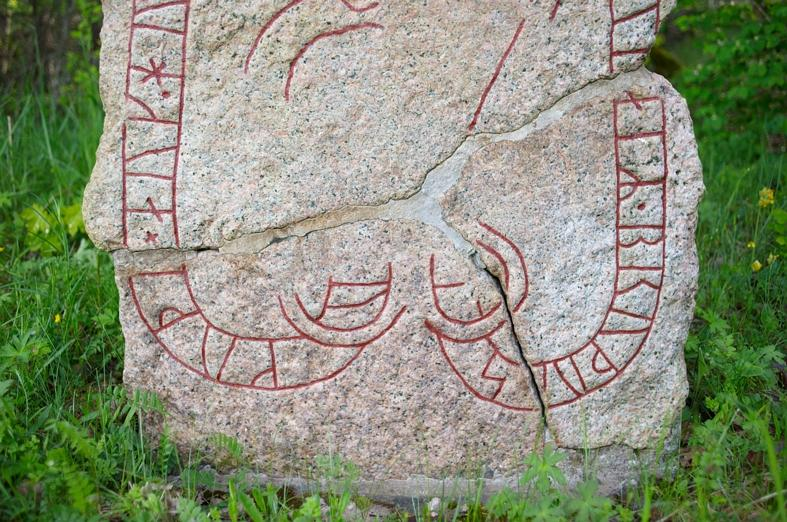
Detalj som visar stenens lagning med stenkitt.

Vad det första namnet, ukuþi, är går inte att fastställa. Det kan ha funnits någon runa före, men det går inte att avgöra. Holmfrid var under vikinga- och medeltid ett mycket vanligt kvinnonamn.